# Municipio de Cannon (Míchigan)
El municipio de Cannon (en inglés: Cannon Township) es un municipio ubicado en el condado de Kent en el estado estadounidense de Míchigan. En el año 2010 tenía una población de 13336 habitantes y una densidad poblacional de 139,27 personas por km².

## Geografía
El municipio de Cannon se encuentra ubicado en las coordenadas 43°4′46″N 85°29′35″O / 43.07944, -85.49306. Según la Oficina del Censo de los Estados Unidos, el municipio tiene una superficie total de 95.76 km², de la cual 91.32 km² corresponden a tierra firme y (4.63%) 4.43 km² es agua.

## Demografía
Según el censo de 2010, había 13336 personas residiendo en el municipio de Cannon. La densidad de población era de 139,27 hab./km². De los 13336 habitantes, el municipio de Cannon estaba compuesto por el 96.32% blancos, el 0.73% eran afroamericanos, el 0.17% eran amerindios, el 0.84% eran asiáticos, el 0.06% eran isleños del Pacífico, el 0.39% eran de otras razas y el 1.49% pertenecían a dos o más razas. Del total de la población el 1.83% eran hispanos o latinos de cualquier raza.